# Planisfério de Cavério

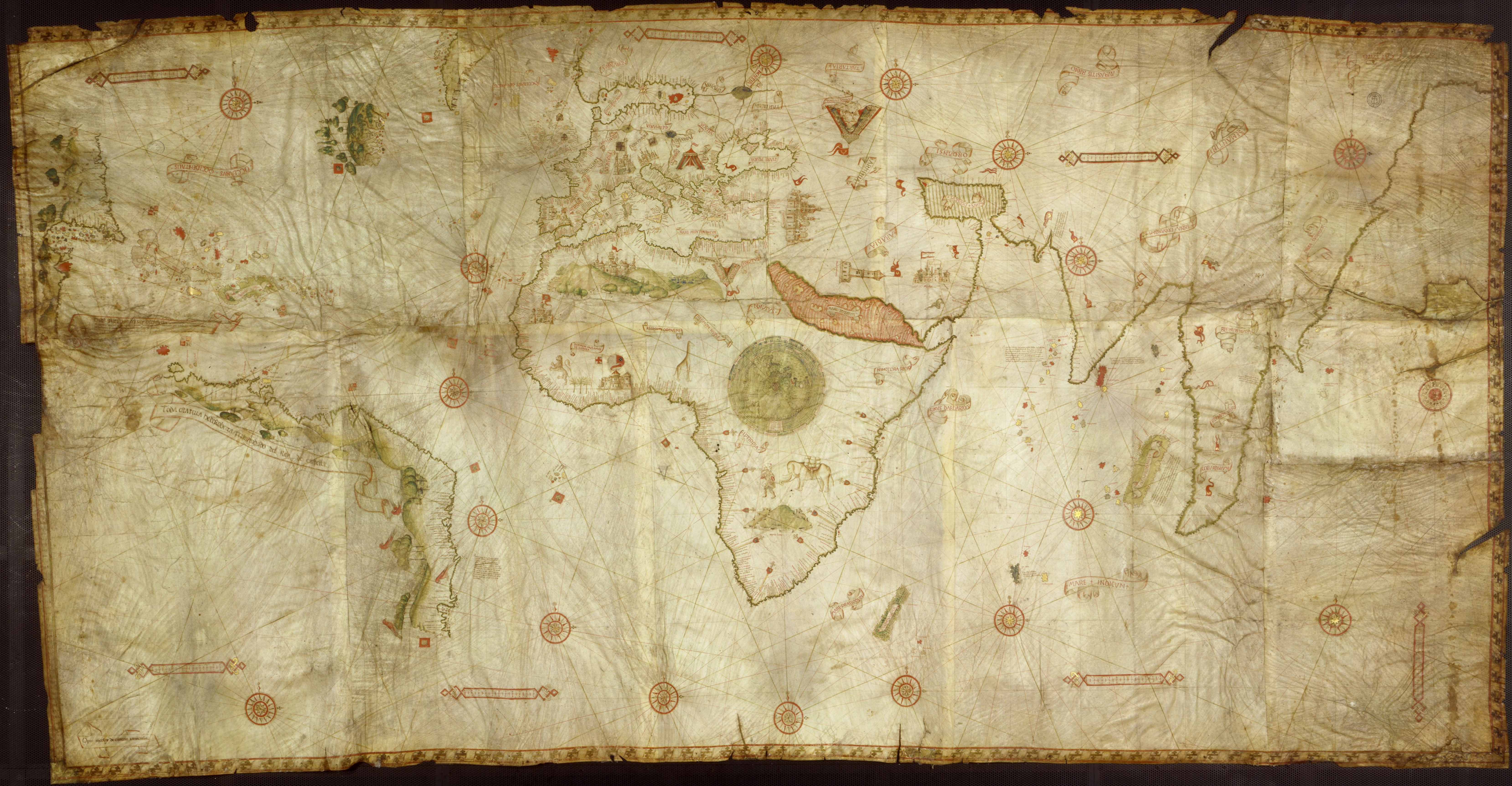
Planisfério de Cavério (1504-1505).

O planisfério de Cavério, também referido como Planisfério de Caveri, é um mapa-múndi que representa o mundo conhecido pelos ocidentais no período de 1502-1504. Encontra-se atualmente na Bibliothèque Nationale de France.

## História
O planisfério foi desenhado pelo cartógrafo genovês Nicolo Caveri - também referido como Nicolaus de Cavério -, aproximadamente entre 1504-1505.
A quantidade de designações portuguesas sugere que este mapa foi desenhado ou em Portugal, ou recorrendo em sua maior parte a fontes portuguesas. A presença de informações relativas à viagem de Fernando de Noronha em 1504 indica como provável data de sua execução o período de 1504-1505.
Este planisfério constitui-se na principal fonte do planisfério de Waldseemüller publicado em 1507, bem como de outros mapas traçados durante as primeiras décadas do século XVI, como se depreende das configurações inexatas da península da Flórida, do golfo do México e da península do Yucatán.
O mapa integra atualmente a coleção da Biblioteca Nacional de França, encontrando-se depositado na FBN Richelieu (na rue de Richelieu), no Departamento dos Mapas e Planos, sob o Código HS 18. Pf bis 001 p 52. Foi oferecido à FBN pelo Serviço Hidrográfico da Marinha.